# Gran Premi República
El Gran Premi República (en castellà Gran Premio República) va ser una competició ciclista espanyola que es va disputar entre 1932 i 1936. Les tres primeres edicions es disputaren en una única cursa, mentre que les dues darreres constà de 4 etapes. L'inici de la Guerra Civil Espanyola va suposar la seva desaparició.
Luciano Montero, amb tres victòries, fou el ciclista que més triomfs aconseguí.

## Palmarès
| Any  | Vencedor          | Segon             | Tercer                   |
| ---- | ----------------- | ----------------- | ------------------------ |
| 1932 | Luciano Montero   | Gabriel Hargues   | Jean-Baptiste Intcegaray |
| 1933 | Luciano Montero   | Salvador Cardona  | Jesús Dermit             |
| 1934 | Luciano Montero   | Federico Ezquerra | Joseph Autaa             |
| 1935 | Salvador Cardona  | Fermín Trueba     | Luciano Montero          |
| 1936 | Julián Berrendero | Luciano Montero   | Jesús Dermit             |